# Gil Scott-Heron
Gilbert Scott-Heron, (Chicago, Estados Unidos, 1 de abril de 1949 - Nueva York, Estados Unidos, 27 de mayo de 2011) fue un poeta y músico, principalmente conocido a finales de la década del 1960 y principio de los años 1970 por sus actuaciones de poesía cantada y hablada, relacionadas con los activistas afroamericanos. Fue famoso por su poema-canción: The Revolution Will Not Be Televised.

## Biografía
Nació en Chicago, Illinois, pero pasó su infancia en Tennessee y más tarde se mudó al Bronx, donde cursó sus estudios secundarios. Tras estudiar por un año en la Lincoln University en Pensilvania, se mudó a Londres para probar nuevos horizontes en donde publicó su primera novela, The Vulture, que fue bien recibida.
Empezó su carrera musical en 1970 con el LP Small Talk at 125th and Lenox. El álbum incluía diatribas agresivas contra los medios corporativos manejados por los blancos, la superficialidad de la televisión y el consumismo, y la ignorancia de la clase media de los Estados Unidos sobre los problemas de las ciudades del interior en canciones tales como Whitey on the Moon.  La banda mexicana Molotov hizo una versión de su canción The Revolution Will Not Be Televised.
A pesar de sacar algunos álbumes, su éxito más grande llegó en 1978 con la canción «The Bottle». Scott-Heron es visto a menudo como uno de los padres fundadores del rap.
Murió el 27 de mayo de 2011. Aún no se han revelado las causas de su deceso. En el momento de su muerte, se supo que era VIH-positivo.

## Discografía
| Año  | Álbum                                                                 | Disquera                |
| ---- | --------------------------------------------------------------------- | ----------------------- |
| 1970 | Small Talk at 125th and Lenox                                         | Flying Dutchman Records |
| 1971 | Pieces of a Man                                                       | Flying Dutchman Records |
| 1972 | Free Will                                                             | Flying Dutchman Records |
| 1974 | Winter in America                                                     | Strata-East Records     |
| 1974 | The Revolution Will Not Be Televised                                  | Flying Dutchman Records |
| 1975 | The First Minute of a New Day (Con Brian Jackson y The Midnight Band) | Arista Records          |
| 1975 | From South Africa to South Carolina (Con Brian Jackson)               | Arista Records          |
| 1976 | It's Your World (Live) (Con Brian Jackson)                            | Arista Records          |
| 1977 | Bridges (Con Brian Jackson)                                           | Arista Records          |
| 1978 | Secrets (Con Brian Jackson)                                           | Arista Records          |
| 1978 | The Mind of Gil Scott-Heron                                           | Arista Records          |
| 1980 | 1980 (Con Brian Jackson)                                              | Arista Records          |
| 1980 | Real Eyes                                                             | Arista Records          |
| 1981 | Reflections                                                           | Arista Records          |
| 1982 | Moving Target                                                         | Arista Records          |
| 1984 | The Best of Gil Scott-Heron                                           | Arista Records          |
| 1990 | Tales of Gil Scott-Heron and His Amnesia Express                      | Arista Records          |
| 1990 | Glory: The Gil Scott-Heron Collection                                 | Arista Records          |
| 1994 | Minister of Information                                               | Peak Top Records        |
| 1994 | Spirits                                                               | TVT Records             |
| 1998 | The Gil Scott-Heron Collection Sampler: 1974-1975                     | TVT Records             |
| 1998 | Ghetto Style                                                          | Camden Records          |
| 1999 | Evolution and Flashback: The Very Best of Gil Scott-Heron             | RCA Records             |
| 2010 | I'm New Here (Con Jamie xx)                                           | XL Recordings           |

## Obras
- The vulture (1970), "El buitre", Hoja de Lata, 2015, traducción al castellano de Antonio Vallejo Andújar.
- Small Talk at 125th and Lenox (1970)
- The Nigger Factory (1972)
- So Far, So Good (1990)
- Now and Then: The Poems of Gil Scott-Heron (2001)
- I'm New Here (2010)